# ファクトシート

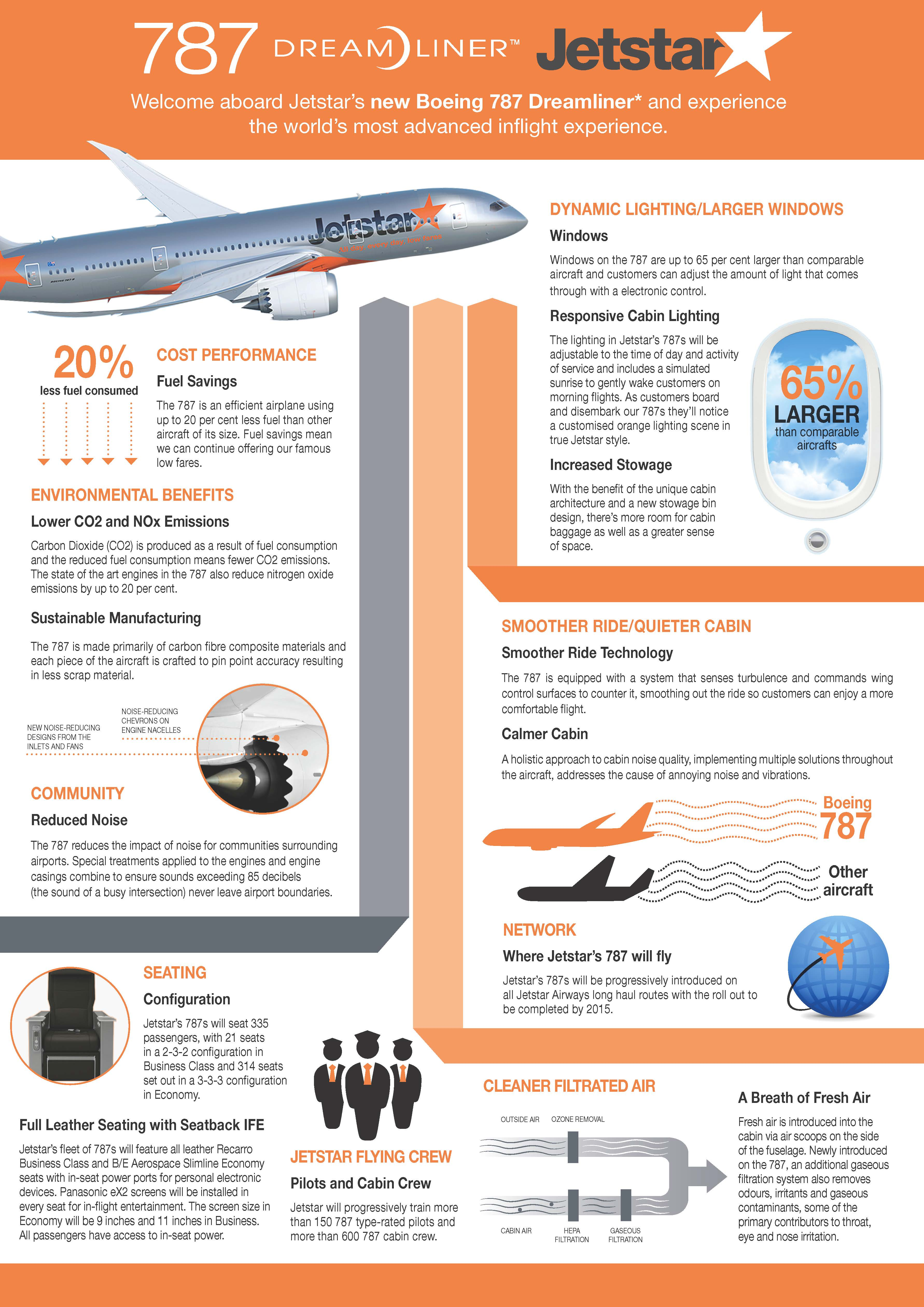
ジェットスター航空のボーイング787に関するファクトシート

ファクトシート（英: factsheet, fact sheet, fact file）とは、科学的知見に基づく概要書である。エンドユーザーや消費者、または一般市民に対して、製品・物質・サービス、またはその他の主題に関する基本的情報を提示するために用いられる。一般的に、その目的に応じて、安全上の重要な点や操作方法、および主題に関する基本的情報などが記載されており、簡潔で単純な言葉で書かれていることが多い。

## 概要
意味を迅速かつ効果的に伝えるために、リスト・表・図などの要素が頻繁に利用される。文体と内容は、対象読者によって異なる。エンジニアなどの専門家を対象としたファクトシートでは、エンドユーザーを対象としたものよりも専門用語が多く使われる場合がある。従来は、物理的に印刷・頒布され、製品のパッケージに含まれることが多かったが、現在では、多くのメーカーが、物理的なものと一緒に、あるいはその代わりにデジタル版のファクトシートを提供している。
ファクトシートの実例としては、世界保健機関（WHO）が発行している健康に関するファクトシートや、アメリカ航空宇宙局（NASA）が発行している太陽系の惑星に関するファクトシート、および自然保護団体の「Defenders of Wildlife」が発行している動物に関するファクトシートなどが挙げられる。